# Szlacheccy rewolucjoniści
Szlacheccy rewolucjoniści – postępowi działacze polityczni (drobna, częściowo średnia szlachta i mieszczaństwo) lat 20. i 30. XIX wieku. Stali na czele wielu spisków i organizacji, m.in. takich jak: Związek Wolnych Polaków, Towarzystwo Patriotyczne, Sprzysiężenie Wysockiego. Walczyli o niepodległość kraju, równość wobec prawa, ustrój republikański lub monarchię konstytucyjną, potępiali stosunki feudalne, pragnęli poprawy położenia chłopów. Nie byli jednak związani z ludem, liczyli głównie na akcję spiskowo-wojskową.